# Neoterebra simonei
Neoterebra simonei é uma espécie de gastrópode do gênero Neoterebra, pertencente a família Terebridae.